# Darnilia
Darnilia är ett släkte av steklar. Darnilia ingår i familjen bracksteklar.
Kladogram enligt Catalogue of Life:
| Darnilia | \| \| Darnilia chinensis \| \| \| \| \| \| Darnilia flagellaris \| \| \| \| |
|          | \| \| Darnilia chinensis \| \| \| \| \| \| Darnilia flagellaris \| \| \| \| |
|          | Darnilia chinensis                                                          |
|          |                                                                             |
|          | Darnilia flagellaris                                                        |
|          |                                                                             |